# 감지금니대방광불화엄경보현행원품
감지금니대방광불화엄경보현행원품(紺紙金泥大方廣佛華嚴經普賢行願品)은 서울특별시 용산구, 삼성미술관 리움에 있는 고려시대의 불경이다. 1986년 11월 29일 대한민국의 국보 제235호로 지정되었다.

## 개요
대방광불화엄경은 줄여서 ‘화엄경’이라고 부르기도 한다. 우리나라 화엄종의 근본경전으로, 부처와 중생은 둘이 아니라 하나임을 기본 사상으로 하고 있는데, 『보현행원품』은 화엄경 가운데 깨달음의 세계로 들어가기 위한 방법을 보현보살이 설법한 부분이다.
이 책은 고려의 이야선불화(李也先不花)가 자신의 무병장수와 일가친족의 평안을 빌기 위해 간행한 『금강경』, 『장수경』, 『미타경』, 『부모은중경』, 『보현행원품』 가운데 하나이다. 검푸른 색의 종이에 금색으로 정성스럽게 옮겨 쓴 것으로, 병풍처럼 펼쳐서 볼 수 있는 형태로 되어 있으며, 접었을 때의 크기는 세로 26.4cm, 가로 9.6cm이다.
표지에는 금·은색으로 꽃무늬가 묘사되어 있고, 그 중앙에 ‘대방광불화엄경행원품’이라고 금색으로 쓴 제목이 있다. 책 머리에 행원품의 내용을 요약하여 묘사한 변상도(變相圖)가 금색으로 정교하게 그려져 있다. 책 끝의 간행기록에 간행연도가 지워져 있어 정확한 연도를 알 수 없으나, ‘지(至)’자로 시작되는 점과 책의 품격으로 보아 고려말인 1341∼1367년 사이에 이루어진 것으로 추정된다.
원래 일본에 전래되었다가 되돌아온 것으로 습기로 인해 간행기록 등 몇 곳에 훼손이 있으나 그 외에는 보존상태가 양호하다. 특히, 변상도 뒷면에 ‘행원품변상문경화(行願品變相文卿畵)’란 글씨가 있어 변상도 작가를 밝히고 있는 점에서 중요한 자료로 평가된다.

## 같이 보기
- 삼성미술관 리움

## 참고 자료
- 감지금니대방광불화엄경보현행원품 - 국가유산청 국가유산포털